# Wykopmy rasizm ze stadionów
„Wykopmy rasizm ze stadionów”  – album muzyczny wydany w 2002 roku w ramach kampanii „Muzyka Przeciwko Rasizmowi” Stowarzyszenia „Nigdy Więcej” przez wytwórnię Jimmy Jazz Records. Zawiera utwory różnych polskich wykonawców muzycznych. Album ukazał się zarówno na płycie kompaktowej, jak i na kasecie magnetofonowej. Jest to kolejna składanka w serii wydawnictw zapoczątkowanych albumem „Muzyka Przeciwko Rasizmowi”, ukazujących się w ramach kampanii społecznej o tej samej nazwie, a także jedno z działań w ramach kampanii „Wykopmy Rasizm ze Stadionów” prowadzonej przez Stowarzyszenie „Nigdy Więcej”. Jej przesłanie promuje fair play w sporcie oraz wyraża sprzeciw wobec rasizmu na stadionach i w środowiskach kibicowskich. Pod względem muzycznym są to utwory rockowe oraz różne odmiany tego gatunku, takie jak dominujący punk rock, w tym street punk / oi!, choć znajdują się na składance także utwory wykonawców reprezentujących inne gatunki i nurty muzyczne. Przeważają polscy wykonawcy, lecz płyta zawiera także utwory wykonawców zagranicznych.

## Historia
W 1997 r. powstał projekt kampanii społecznej „Muzyka Przeciwko Rasizmowi”, zainicjowanej przez Marcina Kornaka, założyciela i prezesa antyrasistowskiego Stowarzyszenia „Nigdy Więcej”, a w jej ramach wydawnictwo QQRYQ Productions wydało album muzyczny „Muzyka przeciwko rasizmowi”. Później w ramach tej kampanii ukazały się kolejne wydawnictwa muzyczne. Z inicjatywy również Marcina Kornaka rozpoczęto także kampanię społeczną „Wykopmy Rasizm ze Stadionów”. Obie kampanie społeczne prowadzone w ramach Stowarzyszenia „NIGDY WIĘCEJ” obejmowały działania skierowane przeciwko rasizmowi, przy czym kampania „Wykopmy Rasizm ze Stadionów” szczególnie ukierunkowana była na przeciwstawieniu się przejawom rasizmu na stadionach podczas imprez sportowych i w środowiskach kibicowskich.
Jednym ze wspólnych działań prowadzonych w ramach tych kampanii było wydanie albumu muzycznego o tej samej nazwie – „Wykopmy rasizm ze stadionów” w 2002 r. przez wytwórnię Jimmy Jazz Records. Jest to jedno z całej serii wydawnictw publikowanych pod szyldem „Muzyka Przeciwko Rasizmowi”, tym razem skierowane do fanów najbardziej w Polsce popularnej dyscypliny sportowej – piłki nożnej.
Utwory zawarte w albumie pochodzące od różnych wykonawców, były oczywiście nagrywane w różnym czasie i w różnych miejscach. Przykładowo utwór „Futbol” zespołu The Analogs, został nagrany już w 1999 r. specjalnie pod kątem zamieszczenia go na tym wydawnictwie.

## Tytuł
Tytuł albumu „Wykopmy rasizm ze stadionów” jest identyczny jak nazwa własna kampanii społecznej zainicjowanej przez Marcina Kornaka w ramach której został on wydany. Był on również jednym z redaktorów wydawnictwa. Jest także autorem tekstu do piosenki „Wykopmy rasizm ze stadionów” wykonanej przez grupę WRS Band. Ten tytułowy numer oczywiście znalazł się w albumie pod pozycją 14. Innym wykonawcą, którego utwór o takim samym tytule znalazł się na tej składance (pod poz. 9) jest zespół The Thinners.

## Album
Album muzyczny „Wykopmy rasizm ze stadionów” został wydany na dwóch nośnikach danych, tj. na jednej płycie kompaktowej oraz na jednej kasecie magnetofonowej. Poszczególne wydania w ramach katalogu wydawcy mają przypisane własne identyfikatory: JAZZ 009 dla płyty kompaktowej i JAZZ 010 dla kasety magnetofonowej. Inne identyfikatory i oznaczenia albumu na płycie kompaktowej: Matrix / Runout: ALT 0411 www.alternati-cd.com.pl, Mould SID Code: IFPI Z908. Edycję i mastering materiału wykonane zostały w studiu nagraniowym „Elvis Van Tomato”. Dystrybucją zajmował się zarówno wydawca – „Jimmy Jazz Records”, jak i „Mag”. Tłoczenie płyt kompaktowych realizowało Alternati Projekt (identyfikator: ALT 0411).
Przy realizacji albumu udział brały następujące osoby:
- w zakresie koordynacji: Jolanta Skubiszewska, Marcin Kornak, Zdzisław "Dzidek" Jodko
- w zakresie układu, projektu: Zdzisław "Dzidek" Jodko
- w zakresie edycji materiału, masteringu: Artur Dubel, Zdzisław "Dzidek" Jodko
- w zakresie zdjęć fotograficznych: Jolanta Skubiszewska[12][14][15].

W albumie zamieszczono 21 utworów muzycznych wykonywanych przez 21 wykonawców. Czas trwania wynosi 62 minuty i 44 sekundy. Na okładce albumu znajduje się charakterystyczny rysunek otwartej dłoni. Stał się on nośnym motywem graficznym umieszczanym później między innymi na odzieży.

## Wykonawcy
W albumie znalazły się utwory następujących wykonawców: Alkohol Front, Big Cyc, Błękitny Nosorożec, Bulbulators, Czarno-Czarni, Fort BS, Klasse Kriminale, Los Fastidios, Leniwiec, Lotyń, Lumpex 75, Neony, Oiters, Prawda, Psy Wojny, Quo Vadis, Stage Bottles, The Analogs, The Thinners, Trawnik, WRS Band. Pośród wyżej wymienionych wykonawców większość to grupy muzyczne z Polski, ale znajdują się tam także trzy zespoły zagraniczne, których utwory znalazły się na składance. Dwa z nich są z Włoch, a mianowicie Los Fastidios i Klasse Kriminale. Jeden natomiast pochodzi z Niemiec. Jest to zespół Oiters.
Jeden z utworów wykonywany jest przez grupę o nazwie WRS Band. Jest to grupa złożona z muzyków pochodzących z Wielkopolski, a na co dzień grających w zespołach Uliczny Opryszek i Robotnik.

## Utwory
| lp. (płyta CD) | Wykonawca          | tytuł                              | kaseta magnetofonowa (strona, lp.) |
| -------------- | ------------------ | ---------------------------------- | ---------------------------------- |
| 1              | Los Fastidios      | You’ll Never Walk Alone            | A1                                 |
| 2              | Lumpex'75          | GKS                                | A2                                 |
| 3              | Quo Vadis          | Pogoń Szczecin Wita Was            | A3                                 |
| 4              | Bulbulators        | Biało-Czerwoni                     | A4                                 |
| 5              | Klasse Kriminale   | Goal                               | A5                                 |
| 6              | Lotyń              | Piłka Nożna                        | A6                                 |
| 7              | Błękitny Nosorożec | Polska Gola                        | A7                                 |
| 8              | Czarno Czarni      | Ostatni Mecz                       | A8                                 |
| 9              | The Thinners       | Wykopmy Rasizm Ze Stadionów        | A9                                 |
| 10             | Oiters             | Wenn Wir Spielen                   | A10                                |
| 11             | Psy Wojny          | F.C. St. Pauli                     | B1                                 |
| 12             | Big Cyc            | Marian – Wierny Kibic              | B2                                 |
| 13             | The Analogs        | Futbol                             | B3                                 |
| 14             | WRS Band           | Wykopmy Rasizm Ze Stadionów        | B4                                 |
| 15             | Alkohol Front      | Kibice Podhala Przeciwko Rasizmowi | B5                                 |
| 16             | Prawda             | Dwa Michały                        | B6                                 |
| 17             | Trawnik            | Zinédine Zidane                    | B7                                 |
| 18             | Neony              | Derby Stolicy                      | B8                                 |
| 19             | Leniwiec           | K.S. Karkonosze                    | B9                                 |
| 20             | Stage Bottles      | Hooligan                           | B10                                |
| 21             | Fort BS            | Do Boju!                           | B11                                |

## Muzyka
Pod względem muzycznym zawartość albumu jest zróżnicowana, choć nurt punk rocka i w szczególności street punk / oi! dominuje pośród innych gatunków muzycznych. Z kapel reprezentujących nurt street punk / oi! swoje utwory zamieścił tu Lumpex 75, The Analogs, Bulbulators, Oiters, Stage Bottles, Los Fastidios, Klasse Kriminale, a lżejsze odmiany punk rocka reprezentują takie kapele jak WRS Band, Leniwiec, The Thinners, Fort BS, Prawda, Błękitny Nosorożec, Psy Wojny. Można tu wymienić także inne style muzyczne reprezentowane przez poszczególne kapele, takie jak rock (Big Cyc, Neony, Lotyń), crust punk (Alkohol Front), pop-rock (Czarno-Czarni), heavy metal (Quo Vadis), folk rock / reggae / ska (Trawnik).

## Teksty
Pod względem tekstowym dominują utwory luźno związane z tematem przewodnim wydawnictwa, a w zasadzie są to piosenki mówiące o miłości czy też fascynacji piłką nożną, zawodnikami, reprezentacją narodową oraz szczególnie drużynami piłkarskimi reprezentującymi konkretne kluby piłkarskie oraz stadionowe przyśpiewki. Spośród utworów opiewających drużyny klubowe na składance można znaleźć kompozycje z tekstami dotyczącymi następujących drużyn: GKS Gdańsk, Pogoń Szczecin, FC St. Pauli, Podhale Nowy Targ, CWKS Legia, KS Polonia, KS Karkonosze, FC Liverpool. Stosunkowo niewiele jest piosenek poruszających zasadnicze zagadnienie rasizmu na stadionach i przeciwstawianiu się temu zjawisku, choć kilka jest zgodnych z tą ideą. Pewnym wyjątkiem od opisanej tematyki jest treść utworów wykonywanych przez zespoły Big Cyc i Czarno-Czarni. Oba mają bowiem delikatny ale dostrzegalny podtekst satyryczny. Jeden z recenzentów rozważa przy tym, czy redaktorzy wydawnictwa dostrzegli ten fakt i w pełni świadomie zamieścili wymienione utwory na składance, czy też nie brali tego pod uwagę.

## Odbiór i opinie
Odbiór przez środowiska związane z ideą antyrasistowską samego w sobie wydawnictwa jest pozytywny w kontekście realizacji działań obu kampanii społecznych. Można jednak dostrzec wyrażany w wypowiedziach pewien niedosyt dotyczący wspominanej wyżej stosunkowo niedużej liczby utworów muzycznych, których przekaz płynący z ich tekstów wyrażałby bezpośrednio ideę stojącą za całą kampanią i wydaniem tego albumu. Przez to jest więc w dużej części jedynie zbiorem utworów dotyczących kibicowania i drużyn piłkarskich.
Album w serwisie internetowym Discogs otrzymał ocenę na październik 2024 r. (Avg Rating):  (2.5/5) a w „Rate Your Music” otrzymał ocenę na październik 2022 r. (RYM Rating):  (3/5).